# Joseph-Étienne Dussault
Pour les articles homonymes, voir Dussault.
Joseph-Étienne Dussault (17 octobre 1884-25 décembre 1943) est un industriel, entrepreneur, rédacteur et homme politique fédéral du Québec.

## Biographie
Né à Lévis dans la région de Chaudière-Appalaches, M. Dussault étudia au Séminaire de Québec. Il devient conseiller municipal de la ville de Lévis de 1911 à 1919. 
Élu une première fois député du Parti libéral du Canada dans la circonscription fédérale de Lévis en 1925, il est réélu en 1926. Défait par le conservateur Émile Fortin en 1930, il le défait à son tour en 1935. Il ne se représente pas en 1940. 